# Trypeta digesta
Trypeta digesta är en tvåvingeart som beskrevs av Ito 1984. Trypeta digesta ingår i släktet Trypeta och familjen borrflugor. Inga underarter finns listade i Catalogue of Life.